# Leptomastix hibiscusae
Leptomastix hibiscusae är en stekelart som beskrevs av Jean Risbec 1959. Leptomastix hibiscusae ingår i släktet Leptomastix och familjen sköldlussteklar.
Artens utbredningsområde är Madagaskar. Inga underarter finns listade i Catalogue of Life.